# Le Vent de la liberté
Pour le film iranien, voir Un vent de liberté.
Pour plus de détails, voir Fiche technique et Distribution.
Le Vent de la liberté (titre original : Ballon) est un thriller historique allemand réalisé par Michael Herbig, sorti en 2018. Ce film retrace l'histoire véridique de deux familles qui, en 1979, réussirent à fuir la RDA en montgolfière.

## Synopsis
Été 1979 à Pößneck dans le district de Gera en Thuringe. Les familles Strelzyk et Wetzel ont le projet audacieux de s'enfuir de la RDA à l'ouest avec une montgolfière faite maison. Mais si les conditions de vent sont parfaites, Günter Wetzel pense la chose trop dangereuse, persuadé que le ballon est trop petit pour huit personnes et son épouse Petra a peur pour leurs deux enfants. Par conséquent, ils abandonnent la tentative d'évasion au dernier moment. Doris et Peter Strelzyk veulent maintenant s’aventurer seuls avec leurs deux fils. L'un d'eux, Frank, est tombé amoureux de Klara Baumann, la fille du voisin Erik, qui travaille pour la Stasi, et lui écrit une lettre d'adieu. 
La nuit, la famille Strelzyk range le ballon et d'autres accessoires dans leur remorque, se rend dans la forêt et décolle avec le ballon. Cachés dans les nuages, ils ne peuvent être vus par les gardes-frontières. La nacelle, cependant, tombe avec Doris, Peter et les deux fils Frank et Andreas « Fitscher » juste avant la frontière, car le tissu du ballon s'est imbibé d’eau lors du passage dans les nuages. Aucun des quatre n'ayant été blessé, ils retournent discrètement à leur voiture et détruisent toutes les preuves. Frank parvient à récupérer la lettre à Klara Baumann de justesse. La Stasi découvre la tentative d'évasion et, sous la direction du lieutenant-colonel Seidel, se charge de l'enquête pour s'assurer que le ballon soit retrouvé. Il interroge les gardes-frontières présents au moment de la tentative d'évasion et les accuse de ne pas prendre leur travail suffisamment au sérieux. Les enquêteurs délimitent le rayon dans lequel le ballon a dû être lancé et donc le cercle des suspects.
Au cours des semaines suivantes, les deux familles craignent constamment que la Stasi ne les lie à la tentative de fuite. Doris en particulier craint que les médicaments qu'elle a perdus dans les bois ne soient associés à son nom. Peter veut essayer à nouveau. Avant cela, cependant, ils se rendent à Berlin-Est, où ils espèrent être emmenés hors du pays avec l'aide de l'ambassade américaine de Berlin-Est, mais cette tentative échoue. Peter parvient à convaincre Günter de faire une autre tentative d'évasion. Comme ils doivent être prudents lors de l'achat du matériel, les membres de la famille n'achètent que du tissu approprié en petites quantités, dans différentes villes. Chaque soir, Günter est assis à la machine à coudre pour assembler les morceaux de tissu. Pendant ce temps, le lieutenant-colonel Seidel est à leurs trousses. Il doit empêcher à tout prix que la RDA ne soit embarrassée par une tentative d'évasion réussie.
La crainte d'être découverts augmente, car Doris soupçonne que les médicaments trouvés vont amener les enquêteurs sur sa piste tôt ou tard. La Stasi publie des photos d'objets que les Strelzyk ont dû laisser sur le site d'atterrissage de leur première tentative dans la presse. Günter doit déplacer le travail de couture dans la cave des Strelzyk, car ses voisins ont pris conscience du bruit constant de la machine à coudre. Quand Frank apprend que le père de Klara, Erik, doit se rendre à la pharmacie parce que quelqu'un est recherché et qu'un vent du nord est annoncé, condition nécessaire à la réussite de leur évasion, ils veulent faire la deuxième tentative le soir même. Alors que les employés de la Stasi envahissent leur domicile, les familles sont déjà sur le point de partir. Le départ n’est pas aussi parfait qu’il l’a été lors de leur première tentative et, une fois le gaz épuisé, ils doivent atterrir dans la forêt après une demi-heure de vol. Lorsque la police leur dit qu'ils se trouvent en Haute-Franconie, en Bavière, et donc en RFA, la joie est immense. Le lieutenant-colonel Seidel et son supérieur doivent se présenter devant Erich Mielke. Ils attendent leur sentence. Erik Baumann est interrogé par la Stasi qui ne croit évidemment pas qu'il n'a pas remarqué les activités de ses voisins.
Dix ans plus tard, Doris et Peter Strelzyk regardent l'annonce faite à la télévision par Hans-Dietrich Genscher depuis le balcon de l'ambassade de Prague, selon laquelle les citoyens de la RDA réunis dans cette ville sont autorisés à quitter les lieux.

## Fiche technique
- Titre  : Le Vent de la liberté
- Titre original : Ballon
- Réalisation : Michael Herbig
- Scénario : Michael Herbig, Kit Hopkins et Thilo Röscheisen (de)
- Décors : Bernd Lepel
- Costumes : Lisy Christl (de)
- Photographie : Torsten Breuer
- Montage : Alexander Dittner (de)
- Musique : Ralf Wengenmayr (de)
- Producteur : Michael Herbig
  - Producteur exécutif : Ulrike Fauth
  - Coproducteur : Stefan Gärtner (de)
  - Producteur créatif : Verena Schilling et Kristin Winkler
- Production : herbX film GmbH et Studio Canal
- Distribution : ARP Sélection
- Pays d'origine :  Allemagne
- Genre : Thriller historique
- Durée : 126 minutes
- Dates de sortie :
  -  Allemagne : 27 septembre 2018
  -  Suisse : 4 octobre 2018 (Zurich)
  -  France : 10 avril 2019

## Distribution
- Friedrich Mücke (vf: Benjamin Egner) : Peter Strelzyk
- Karoline Schuch : Doris Strelzyk
- David Kross : Günther Wetzel
- Alicia von Rittberg : Petra Wetzel
- Thomas Kretschmann : lieutenant-colonel Seidel
- Jonas Holdenrieder (de) : Frank Strelzyk
- Emily Kusche : Klara Baumann
- Tilman Döbler (de) : Andreas Strelzyk
- Till Patz : Peterchen Wetzel
- Ben Teichmann : Andreas Wetzel
- Peter Prager (de) : Günters Stiefvater
- Ronald Kukulies (de) : Erik Baumann
- Christian Näthe (de) : Hauptmann Heym
- Sebastian Hülk : sergent-maître Lesch
- Gernot Kunert (de) : lieutenant-colonel Schirra
- Peter Trabner (de) : le pharmacien
- Bernd Michael Lade (de) : colonel Witzke
- Sebastian Schwarz : sous-lieutenant Kuhn
- Antje Traue : Ulrike Piehl
- Bernd Stegemann : Kreisleiter

## Accueil

### Critiques
Le film reçoit de bons retours, avec une note moyenne de 4.2⁄5 sur Allociné.
Pour le critique Andre Petzer d'epd Film, Michael Herbig réalise son premier drame sérieux avec souveraineté, comme s'il n'avait jamais rien fait d'autre. Bien qu'Herbig prenne des libertés dramaturgiques lorsqu'il réduit les trois tentatives d'évasion à deux et condense le long bricolage du deuxième ballon à six semaines, il parvient à créer des moments très émouvants, et il crée également des images qui se gravent en elles-mêmes. Herbig, selon lui, parvient à se réinventer complètement : « Un réalisateur qui utilise toute la palette du cinéma à suspense. Et qui parvient à vous inquiéter jusqu'à la dernière minute, même si la fin est connue. »
Première trouve que ce film est : « du cinéma populaire de belle tenue ». Pour André Lavoie, du Devoir, « Le vent de la liberté souffle avec une efficacité indéniable. »
Dans les carnets Regards sur la RDA et l'Allemagne de l'Est, Perrine Val écrit : « À l’instar des personnages qui voient la Stasi partout, Michael Herbig oublie complètement la dimension beaucoup moins palpitante et nettement plus banale de la vie quotidienne en RDA, pour n’en conserver que les aspects « walt-disneyiens» (les bons traqués par les méchants, la course contre la montre et bien sûr la magie de la fuite à bord d’une montgolfière multicolore). »
Jochen Kürten de Deutsche Welle considère a contrario que le film propose une histoire de la RDA adaptée au cinéma pour un large public. Le réalisateur ne devrait pas être blâmé en raison du fait qu'il s'est appuyé principalement sur une dramaturgie et une action sophistiquées et moins sur une explication subtile du milieu des personnages.